# Horus gracilis
Espèce
Horus gracilis est une espèce de pseudoscorpions de la famille des Olpiidae.

## Distribution
Cette espèce est endémique d'Afrique du Sud.

## Publication originale
- Beier, 1958 : The Pseudoscorpionidea (false-scorpions) of Natal and Zululand. Annals of the Natal Museum, vol. 14, p. 155-187